# Cimitirul familiei Ghica - Șubin din Vaslui
Cimitirul familiei Ghica - Șubin din Vaslui este un monument istoric aflat pe teritoriul municipiului Vaslui.
Obelisc funerar, tuci, turnat, inscripție lb. română:  „Vecinicu repaus lui Pavel Șubin. Născutu la 13 augustu 1795. Reposatu la 26 Augustu 1854.”; inscripție, lb.română - mormântul Elenei Șubin: „Elena Șubin. Sora domnitorului Grigore Ghyka. Decedată la 18 Sept. 1889 în etate de 88 de ani.”; alte monumente (sec. XIX-XX) ce aparțin Elenei Hoffman, născută Șubin; Olga Șubin; Maria Aslan, fiica Olgăi; Polidor Ventura; Maria Teodoru, născută Hoffman; Ecaterina Hoffman, născută Șubin.